# Georges Van Zevenberghen
Georges Antoine Van Zevenberghen, né à Molenbeek-Saint-Jean le 30 novembre 1877 et mort à Saint-Josse-ten-Noode le 8 septembre 1968, est un peintre et graveur belge.
Auteur de natures mortes, de figures, de scènes allégoriques et de tableaux de fleurs, son style s'inspire du luminisme.

## Biographie

### Origines familiales
Georges Van Zevenberghen est né le 30 novembre 1877 à Molenbeek-Saint-Jean. Il n'avait pas encore quatre ans lorsqu'il fut orphelin de père.
Son père, François Xavier Van Zevenberghen, Vanzevenbergen ou Vansevenberghen, qui signait « Vansevenbergen », était menuisier-ébéniste à la rue des Moutons à Molenbeek, l’actuelle rue des Ateliers, à deux pas du canal. Il est mort, dans la force de l'âge,  à Molenbeek-Saint-Jean le 17 mars 1881. Il était né à Bierbeek, en Brabant flamand, le 1er juillet 1841. Lui-même était le fils de François Jacques Vanzevenbergen, charron, né à Willebringen le 10 octobre 1819 et mort à Bierbeek le 3 août 1849, d’une famille de cultivateurs du village voisin d’Opvelp, et d’Anne Elisabeth Janssens, née à Bierbeek le 20 janvier 1818 et morte à Bierbeek le 31 mai 1868, issue, elle, d’une famille de cultivateurs de Bierbeek. François Jacques Vanzevenbergen avait épousé Anne Elisabeth Janssens à Bierbeek le 30 décembre 1847 en légitimant les trois enfants qui leur étaient nés précédemment.
La mère de Georges Van Zevenberghen était Catherine Pauline Junes, cuisinière avant son mariage, et ménagère ensuite, puis boutiquière, née à Anvers le 21 janvier 1840. Veuve en 1881 de François Xavier Van Zeveberghen, elle convola à Molenbeek-Saint-Jean le 22 mai 1882 avec Pierre Hamerlinck, de Boekhoute, mécanicien, alors âgé de 38 ans. Le père de Catherine Pauline Junes était François Junes, d’Anvers, employé d’une banque de prêts puis cabaretier, mort à Bruxelles le 23 octobre 1843, et sa mère était Anne Catherine Vandenbos, Vanden Bos ou Van den Bos, d’Anvers également, morte à Anvers le 16 mai 1853.
François Xavier Van Zevenberghen avait épousé à Louvain le 7 novembre 1872 Catherine Pauline Junes.

### Vie privée
Georges Van Zevenberghen a épousé à Louvain le 12 mai 1906 sa cousine Jeanne Sterckx, née le 10 septembre 1879 à Louvain et qui avait habité à Saint-Gilles. Les parents de son épouse étaient Adrien Louis Sterckx, confiseur à Louvain, et Marie Josèphe Sophie Vansevenberghen, morte à Louvain le 1er juin 1893, au n° 11 de la rue des Ecreniers, née à Bierbeek le 9 septembre 1849, fille de François Jacques Van Zevenberghen et de Marie Elisabeth Janssens. L’un des témoins du mariage était l’artiste-peintre Paul Mathieu.
Devenu veuf en 1938, il se remaria deux ans plus tard avec la peintre Georgina Iserbyt qui avait été son élève et son modèle.
Ils habitaient à Saint-Josse-ten-Noode au 4, rue du Marteau, où ils avaient leur atelier.

### Carrière artistique
Georges Van Zevenberghen se forma à l'Académie de Molenbeek (1895-1896) et à l'Académie des beaux-arts de Bruxelles (1898-1899), ainsi qu'auprès de Jan Stobbaerts auquel il était apparenté et qui eut sur lui une grande influence.
Il partit ensuite pour Paris en 1903, où il admira les œuvres du peintre du XVIIIe siècle Jean Siméon Chardin qui le marquèrent durablement. Il y résidera ensuite à plusieurs reprises, en 1910 et 1921.
En 1926, il voyagea en France en compagnie d'amis artistes Valerius De Saedeleer, Auguste Oleffe, Philibert Cockx, Henri Thomas (1878-1972), René Janssens et en 1953, il entreprit un voyage en Italie.
En 1933, il devint professeur à l'Académie royale des beaux-arts de Bruxelles, fonction qu'il remplit jusqu'en 1948.
Il fit partie des groupes Labeur et Pour l'Art. Il était également un ami intime de Guillaume Charlier.
Ses œuvres sont conservées dans plusieurs musées, comme ceux d'Anvers, Bruxelles, Mons ainsi qu'au Musée Charlier à Saint-Josse-ten-Noode.

### Prix Georges Van Zevenberghen
Le Prix Georges Van Zevenberghen est périodiquement attribué. Il fut notamment attribué à :
* 1968 : Jean Mathot, né à Namur en 1948, sculpteur, peintre.
* 1972 : Fernand Breuer, né à Esch-sur-Alzette en 1950, peintre, sculpteur.
* 1978 : Désiré Haine, né à Ixelles en 1900, décédé le 25 mai 1990, dessinateur, peintre.
* 1982 : Claude Lyr (Claude Vanderhaeghe), né à Pessac en 1916, décédé en 1995, peintre, graveur.
* 1989 : Michel Tournay, né à Schaerbeek en 1950, peintre, dessinateur.
* 1990 : Ernest Van Hoorde, né à Gand en 1922, décédé le 11 novembre 1991, peintre, dessinateur-aquarelliste.
* 1993 : Pieter-Willy De Muylder (ou Demuylder et de Muylder), né à Koekelberg en 1921, décédé en 2013, peintre.
* 1998 : Marce Truyens, née à Moerbeke-Waas en 1939, peintre-cartonnier, licier-créateur, sculpteur et graveur.

## Collections publiques
- Arlon, musée Gaspar, collections de l'Institut archéologique du Luxembourg : huile sur panneau[13].